# Sức khỏe
Sức khỏe là trạng thái toàn diện về thể chất, tinh thần và xã hội và không phải chỉ bao gồm có tình trạng không có bệnh hay thương tật (theo Tổ chức Y tế Thế giới) Mặc dù định nghĩa này là chủ đề của nhiều cuộc tranh cãi, đặc biệt thiếu giá trị hoạt động và vì vấn đề được tạo ra bởi từ "toàn diện", nên đây vẫn là vấn đề còn kéo dài. Các định nghĩa khác cũng đã được đưa ra, trong số đó định nghĩa gần đây nhất là mối quan hệ giữa sức khỏe và sự thỏa mãn các nhu cầu cá nhân. Các hệ thống phân loại như Phân loại quốc tế về Gia đình của WHO, bao gồm Hệ thống phân loại quốc tế về Chức năng, Khuyết tật và Sức khỏe (ICF) và Phân loại quốc tế về Bệnh tật (ICD), thường được sử dụng để định nghĩa và để đo đạc các thành phần của sức khỏe.
Có một sức khỏe tốt nhất là một trong những quyền cơ bản con người dù thuộc bất kỳ chủng tộc, tôn giáo, chính kiến chính trị hay điều kiện kinh tế - xã hội nào.

## Các yếu tố quyết định sức khỏe
Nhìn chung, ngữ cảnh mà theo đó nhiều cá nhân xem trọng tình trạng sức khỏe và chất lượng của sống của họ. Người ta ngày càng nhận ra rằng sức khỏe được duy trì và cải thiện không chỉ qua những thành tựu và ứng dụng của khoa học y tế, mà còn qua những cố gắng và những lựa chọn cách sống thông thái của một cá nhân hay xã hội. Theo WHO, các yếu tố chính quyết định đến sức khỏe như môi trường kinh tế và xã hội, môi trường vật lý, và đặc điểm và ứng xử của mỗi cá nhân.
Cụ thể hơn, các yếu tố chính đã được phát hiện là có ảnh hưởng đến sức khỏe bao gồm:
| - Thu nhập và địa vị xã hội - Mạng lưới hỗ trợ xã hội - Giáo dục và biết chữ - Tình trạng việc làm - Môi trường xã hội - Môi trường vật lý | - Chăm sóc sức khỏe và kỹ năng ứng phó - Phát triển của trẻ tốt - Sinh học và di truyền - Dịch vụ chăm sóc sức khỏe - Giới tính - Văn hóa |

## Tập luyện
Tập luyện là việc thực hành các động tác nhằm phát triển và duy trì sức khỏe thể chất và sức khỏe toàn diện. Điều này có được nhờ việc rèn luyện các động tác thể dục. Tập luyện thường xuyên là thành phần rất quan trọng giúp ngăn ngừa bệnh tật, ngăn ngừa các "bệnh người giàu" như ung thư, bệnh tim, bệnh mạch vành, tiểu đường loại 2, béo phì và đau lưng.
Nhìn chung, luyện tập thể dục có thể chia thành hai nhóm theo tác động nói chung lên cơ thể con người:
- Tập luyện về cơ bắp, chẳng hạn như uốn dẻo, nhằm chăm sóc chức năng vận động của cơ và các khớp. Các bài tập Aerobic như đi bộ và chạy tập trung vào việc tăng sức chịu đựng của hệ tuần hoàn. Bài tập Anaerobic chẳng hạn nâng tạ hoặc chạy nước rút tăng sức mạnh của cơ trong thời gian ngắn.
- Tập luyện về khí huyết, tinh thần, chẳng hạn như việc hô hấp, hít thở, nhằm chăm sóc chức năng vận động khí huyết, thư giãn và tập trung tinh thần. Các bài tập thái cực quyền, khí công, yoga làm tăng sự lưu thông khí huyết và hướng tinh thần vào các động tác tập luyện. Từ đây làm tăng khả năng tập trung, rèn luyện trí nhớ.

Tập luyện thể dục rất quan trọng trong việc giữ gìn sức khỏe thể chất gồm có trọng lượng, thể hình và xương, cơ, khớp, tăng cường hoạt động của hệ miễn dịch.
Tập luyện tinh thần làm vững chắc hệ thần kinh, làm hoạt hóa các hoạt động về khí huyết.
Chế độ Dinh dưỡng cũng quan trong tương đương với việc tập luyện thể dục. Khi tập luyện, dinh dưỡng sẽ trở nên thậm chí quan trọng hơn cả để có một chế độ ăn tốt nhằm đảm bảo cho cơ thể có một tỉ lệ đúng cả yếu tố thông thường lẫn yếu tố vi lượng, giúp cơ thể hồi phục sau khi vận động.

## Dinh dưỡng
Dinh dưỡng là sự cung cấp các dưỡng chất cho cơ thể thông qua các thực phẩm ăn uống. Theo dinh dưỡng học, để có đầy đủ chất dinh dưỡng thì cơ thể phải được cung cấp đầy đủ các vitamin cần thiết. Nếu không đủ các vitamin cần thiết thì cơ thể sẽ bị suy yếu, gọi là suy dinh dưỡng.

Minh họa kim tự tháp dinh dưỡng, xuất bản năm 2005, đây là một hướng dẫn về vấn đề dinh dưỡng và tiêu thụ thức ăn.

- Việc thay đổi chế độ ăn uống, cung cấp các chất dinh dưỡng đầy đủ sẽ làm thay đổi sức khỏe, chữa lành mọi bệnh tật có nguyên nhân từ chế độ dinh dưỡng sai lệch. Sự thiếu hụt quá mức hay mất cân bằng trong chế độ dinh dưỡng có thể dẫn tới các bệnh như bệnh scobat, béo phì, chứng loãng xương, cũng như nhiều vấn đề liên quan tới tâm lý và hành vi.
- Hơn nữa, ăn phải các nguyên tố không có vai trò với sức khỏe (như là chì, thủy ngân, PCB, dioxin) có thể gây độc và các hậu quả tiềm tàng dẫn tới tử vong, tùy thuộc liều lượng.

Dinh dưỡng học là môn khoa học nghiên cứu mối quan hệ giữa chế độ ăn, các thành phần sức khỏe và bệnh tật. Các nhà dinh dưỡng là các chuyên gia y học đã được đào tạo chuyên môn cao. Họ cũng là những bác sĩ có thể cung cấp những lời khuyên an toàn, có cơ sở khoa học và chính xác về dinh dưỡng và cách can thiệp.
Dinh dưỡng học giúp tăng hiểu biết tại sao và như thế nào các vấn đề dinh dưỡng có ảnh hưởng tới sức khoẻ.

## Sức khỏe tinh thần
Sức khỏe tinh thần là một khái niệm ám chỉ tình trạng tâm thần và cảm xúc tốt của mỗi cá nhân. Theo tổ chức Y tế Thế giới, không có định nghĩa chính thức cho sức khỏe tinh thần. Các nền văn hóa khác nhau, các đánh giá chủ quan và các giả thuyết khoa học khác nhau đều có ảnh hưởng tới định nghĩa về khái niệm "sức khỏe tinh thần". Mặt khác, tình trạng thoải mái, không có rối loạn nào về tinh thần chưa chắc đã được coi là sức khỏe tinh thần.
Có một cách để nhận xét sức khỏe tinh thần là xem xem một người thể hiện chức năng của mình thành công tới mức nào. Cảm thấy có đủ khả năng tự tin, có thể đối mặt với những mức tình trạng căng thẳng ở bình thường, luôn giữ được các mỗi quan hệ một cách thoải mái, có một cuộc sống độc lập, và dễ hồi phục sau những tình huống khó khăn... đều được coi là các dấu hiệu của một sức khỏe tinh thần.

## Duy trì sức khỏe tốt

### Vai trò của khoa học
Khoa học chăm sóc sức khỏe hay còn được gọi là Khoa học Y học, là một tập hợp các ngành khoa học ứng dụng áp dụng một hay nhiều phần của khoa học tự nhiên hay khoa học hình thức (formal science) để xây dựng và phát triển kiến thức, phương pháp can thiệp hay công nghệ có ích trong việc chăm sóc sức khỏe lâm sàng và sức khỏe cộng đồng.

### Vai trò của Y tế công cộng
Y tế công cộng là khoa học và tìm ra phương pháp phòng bệnh, kéo dài tuổi thọ và tăng cường sức khỏe thông qua những cố gắng có tổ chức của xã hội. Y tế công cộng có nhiều lĩnh vực nhỏ nhưng có thể chia ra các phần: dịch tễ học, sinh thống kê và dịch vụ y tế. Những vấn đề liên quan đến môi trường, xã hội, nhân chủng học và sức khỏe nghề nghiệp cũng là lĩnh vực quan trọng trong y tế công cộng.
Trọng tâm can thiệp của y tế công cộng là phòng bệnh trước khi đến mức phải chữa bệnh thông qua việc theo dõi tình trạng và điều chỉnh hành động bảo vệ sức khỏe. Nói tóm lại, trong nhiều trường hợp thì chữa bệnh có thể gây nguy hiểm đến tính mạng hơn so với phòng bệnh từ trước, chẳng hạn như khi bùng phát bệnh lây nhiễm. Chương trình tiêm chủng vắc-xin và phân phát bao cao su là những ví dụ về các biện pháp dùng trong y tế công cộng.